# Arnaldo Ochoa
Arnaldo Tomás Ochoa Sánchez (Cacocum, 1930 - Havana, 13 de julho de 1989) foi um general-de-divisão das Forças Armadas Revolucionárias de Cuba, e Herói da República de Cuba desde que outorgou-se-lhe a ordem em 1984, até que se lhe despojou da mesma em 1989. Atuou como chefe das tropas cubanas na Guerra de Ogaden em apoio à Etiópia e da missão militar cubana em Angola em apoio ao MPLA.
Foi condenado em julgamento militar público junto aos outros altos oficiais Antonio "Tony" de la Guardia Font, Jorge Martínez Valdés e Amado Padrón Trujillo, à pena capital por alta traição à pátria produto de acusações de atividades de narcotráfico; sendo fuzilado em 13 de julho de 1989.

## Luta guerrilheira
Em 26 de agosto de 1958 incorporou-se à Coluna 2 sob as ordens de Camilo Cienfuegos, junto a seus irmãos Albio, Antonio e seu tio Víctor, na zona oriental de Cuba na luta contra a ditadura de Fulgencio Batista.

## Triunfo da Revolução Cubana
Imediatamente após o triunfo da Revolução em janeiro de 1959, viaja para estudar na Tchecoslováquia e posteriormente na União Soviética, onde recebeu treinamento militar. Em abril de 1961 participou nos combates da Baía dos Porcos. Em outubro de 1962 teve notável participação durante a crise dos mísseis.
Nos anos 60 treinou junto a venezuelanos em Cuba. Em julho de 1966 desembarcou na Venezuela com Luben Petkoff pelo estado de Falcón. Nesse país participou na emboscada de Cerro Atascadero em 16 de setembro de 1966 entre Yumare e Duaca (estado de Yaracuy), onde mataram um oficial, a um suboficial e feriram dois soldados.
Em 25 de fevereiro de 1967 comandou a coluna que participou na emboscada de El Mortero, entre Sanar e El Blanquito (estado de Lara), contra efectivos do Exército da Venezuela, onde mataram 3 efectivos e feriram 8. Depois de seu regresso da Venezuela foi nomeado subchefe do Estado-Maior Geral. Posteriormente nomeou-se-lhe chefe das Construções Militares e do Exército Ocidental de Cuba.

## Missões na Etiópia e Angola
Em 1977, Arnaldo Ochoa foi o chefe da operação multinacional contra o avanço somali na chamada Guerra de Ogaden. Soldados cubanos, etíopes e iemenitas, além de assessores soviéticos, combateram contra as forças somalianas, as quais foram derrotadas sem poder se repor posteriormente.
Nos anos 80 foi chefe da Missão Militar Cubana em Angola durante a Operação Carlota.

## Reconhecimentos
Foi nomeado Herói da República de Cuba, e ostentou este mérito até que se lhe despojou do mesmo em 1989. Foi também um dos generais cubanos que mais condecorações recebeu. Foi membro do Comité Central do Partido Comunista de Cuba.

## Detenção, condenação e fuzilamento
Em 1989 acusou-se-lhe de estar vinculado com oficiais do Ministério do Interior cubano para a realização de operações de narcotráfico com o Cartel de Medellín, na Colômbia. Segundo relata o diário Granma, Ochoa e seus cúmplices, conspiraram para transportar seis toneladas de cocaína via Cuba, recebendo 3,4 milhões de dólares.
Em 12 de junho de 1989, foi julgado por um tribunal militar. Acusou-se-lhe a ele e a mais treze implicados de se contactar com narcotraficantes internacionais; traficar ilicitamente cocaína, diamantes e marfim; utilizar o espaço aéreo, o solo e as águas cubanas para actividades de narcotráfico; e envergonhar à Revolução com actos qualificados como de alta traição. O julgamento de Ochoa foi televisado durante um mês, e o militar assinalou que não sabia que os demais imputados desenvolviam actividades de narcotráfico.  Em sua declaração assinala que sabia que Antonio de la Guardia fazia negócios com tabaco e antiguidades, assinalando que "Eu nunca soube a ciência verdadeira que ele estivesse a fazer negócios de narcotráfico. Ochoa admitiu sua culpa durante o julgamento e reconheceu a possibilidade de ser condenado à morte:
"Acho que traí à pátria e, digo-lhe com toda honradez, a traição se paga com a vida".
Na manhã de 13 de julho de 1989, Ochoa foi fuzilado em Havana por decisão do tribunal militar, junto ao Coronel Antonio de la Guardia, o Capitão Jorge Martínez Valdés e o Major Amado Padrón Trujillo. Sua execução foi anunciada horas depois através da televisão cubana.